# Walong
Walong – obszar niemunicypalny w hrabstwie Kern, w Kalifornii (Stany Zjednoczone), na wysokości 932 m. Znajduje się około 6,5 km na południowy wschód od jednostki osadniczej Keene. W pobliżu Walong znajduje się Tehachapi Loop – spiralny fragment linii kolejowej, zabytkek inżynieryjny USA. 

## Linki zewnętrzne

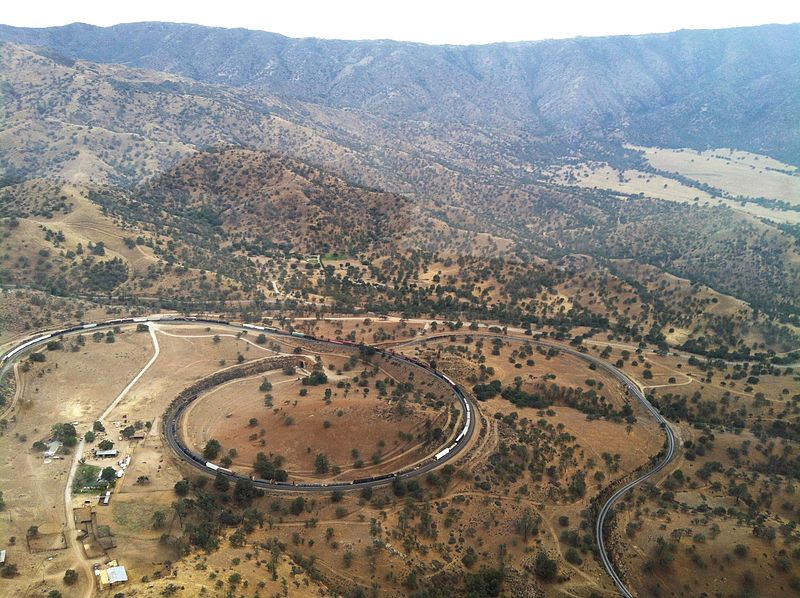
Tehachapi Loop